# Schulangst
Schulangst bezeichnet verschiedene emotionale Beeinträchtigungen mit Bezug auf die Leistungsanforderungen und sozialen Herausforderungen des Schulbesuchs. Bisweilen wird der Begriff Schulphobie synonym verwendet. Dieser kann aber auch einen spezifischen Teilbereich bezeichnen.
Je jünger das Kind ist, desto mehr ist mit körperlichen Ausdrucksformen der Schulangst in Form von Bauchschmerzen, Kopfschmerzen oder allgemeinem Unwohlsein zu rechnen. Auch andere Ausdrucksformen von Stress wie Fingernägelkauen, Einnässen oder Schlafstörungen können Schulangst anzeigen.
Fehlende Schulangst gehört neben Aspekten wie Selbstbild, Zuschreibung des Schulerfolgs, der Leistungsmotivation und den Lerntechniken zu den Bedingungen des Schulerfolgs, die nicht von der Intelligenz abhängig sind.

## Formen der Schulängste
Der schulängstliche Schüler nimmt die Leistungsanforderungen oder die sozialen Herausforderungen der Schule als seelische Gefährdung wahr.
Die Leistungs- und Prüfungsangst kann auf der Grundlage überhöhter Ansprüche von Lehrern und/oder Eltern, aber auch unrealistischer Ambitionen des Kindes selbst entstehen. Oft trägt eine mangelnde Einordnung von Misserfolgen und Fehlern als Versagen statt als Lernhilfen und -hinweisen dazu bei, dass sich eine allgemeine Ängstlichkeit zu einer Schulangst entwickelt.
Auch wenn mittelbar hinter der Leistungsangst eine soziale Bewertungsangst steht, kann Schulangst unmittelbar aus sozialen Befürchtungen erwachsen. Kinder mit einer sozialen Phobie mit fließendem Übergang zur Schüchternheit finden sich zu Schulbeginn oft mühsam ein. Mit der Zeit schaffen sie es meist, einen gesicherten Platz in der Klasse zu finden, aber oft bleiben sie in neuen Situationen stark verunsicherbar.
Andererseits tragen konkrete Erfahrungen von Gewalt an der Schule oder auf dem Schulweg, Mobbing, Kränkungen durch Klassenkameraden oder Lehrer und Außenseitererfahrungen zur Entstehung von Schulangst bei. Die Wahrnehmung und Anerkennung dieser kindlichen Nöte ist äußerst wichtig. Dies kann auch nicht dadurch eingeschränkt werden, dass das einzelne Kind durch sein eigenes Verhalten oder seine Empfindlichkeit zu manch verunglückter Situation beiträgt. Erste Aufgabe ist die Stärkung des Kindes, sich den eigenständig bewältigbaren Herausforderungen zu stellen und gemeinsam zu überlegen, was es tun kann. Andererseits sollte das Kind auch klar gegen Übergriffe geschützt werden, insbesondere wenn sie die psychischen Kräfte des Kindes übersteigen. Ansonsten drohen erhebliche seelische Schädigungen, die von Rückzugsverhalten über aggressives Verhalten bis hin zu einer Suizidgefährdung reichen.

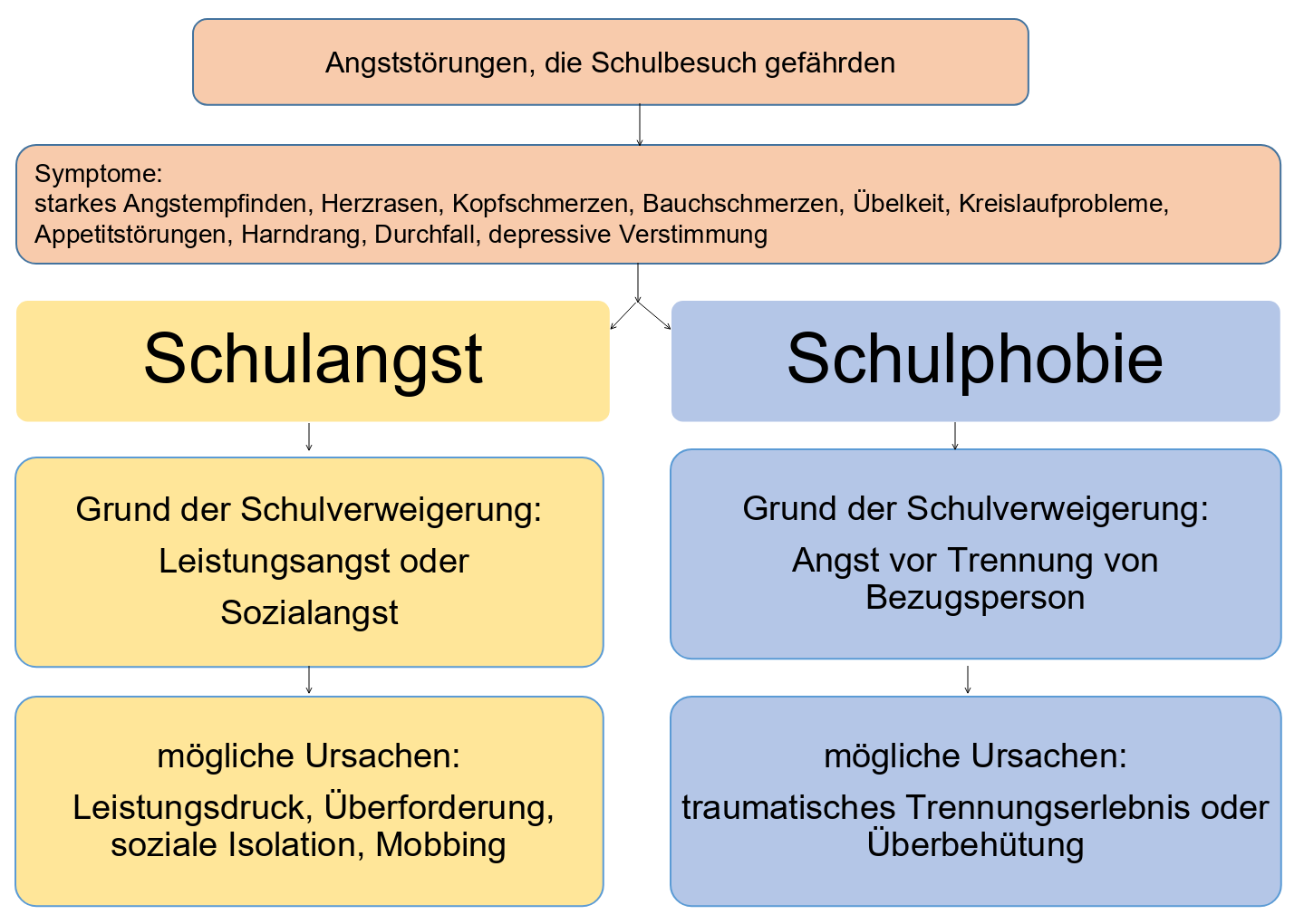
Vergleich zwischen Schulangst und Schulphobie

Der Begriff Schulphobie beschreibt eine weitere Angststörung, die den Schulbesuch einschränken kann.  Tatsächlich scheint sie aber nur vordergründig mit der Schule zu tun zu haben, sondern eher durch die Familiendynamik zu hause bedingt zu sein. So klammern sich die Kinder oft deutlich an die Mutter oder eine andere Bindungsperson (Trennungsangst ICD 93.0, Bindungstheorie). Dementsprechend liegt der Beginn meist schon im Kindergartenalter oder zu Schulbeginn. Ein weiterer Höhepunkt liegt in der frühen Pubertät. Auch kindliche Sorgen um die Ehe der Eltern, die Stellung in der Geschwisterreihe oder Beanspruchung des Kindes für elterliche Funktionen können Ursache von schulphobischem Verhalten sein. Oft zeigen sich beim Kind starke körperlich gefärbte Reaktionen wie Kopf- oder Bauchschmerzen und Unwohlsein. Die Kinder haben eine allgemeine Neigung zu ängstlichem Verhalten oder depressiver Verstimmung. Die Schulphobie ist die seltenste Form der Schulängste.
Die Schulverweigerung oder das „Schulschwänzen“ hat eher selten Ängste zur Ursache. Meist wird die als belastend empfundene Schulsituation zugunsten von Aktivitäten vermieden, die zusammen mit Gleichaltrigen (Peer Group) mehr Spaß zu bringen versprechen. Oft ist der Beginn mit pubertären Konflikten verbunden, in dem die Glaubwürdigkeit der Erwachsenenreaktionen und die Stellung in der Gruppe durch Mutproben und „dissoziales Verhalten“ ausgetestet werden.

## Induzierte Schulangst

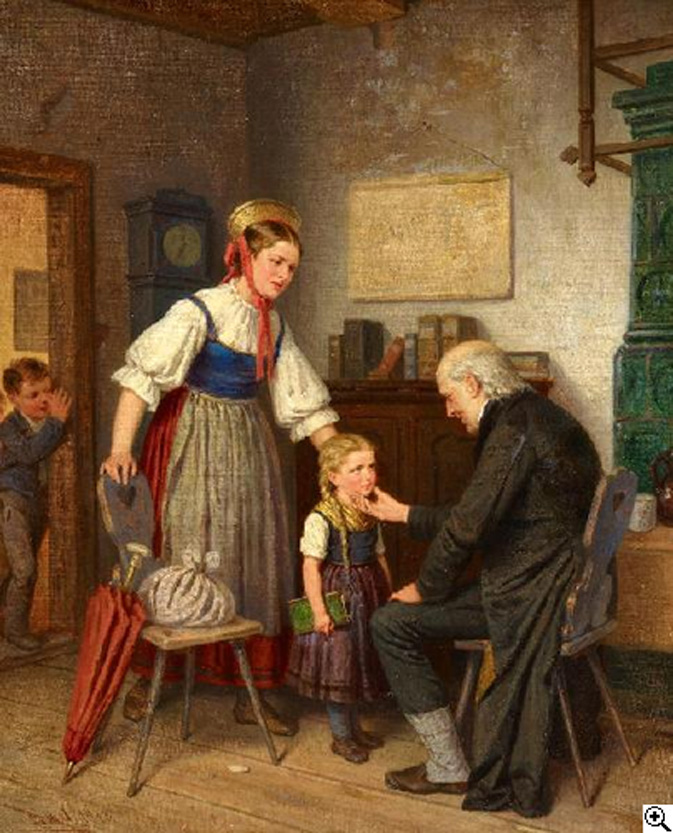
Emil Schuback: Wohlwollende Einschulung (1873)

Der emotionalen und mentalen Voreinstellung  des Schulanfängers durch seine Eltern und Vorschulerzieher auf den ihn erwartenden neuen Lebensabschnitt Schule kommt eine nicht zu unterschätzende Bedeutung zu. Sie hat einen wesentlichen Einfluss auf die Akzeptanz des gravierenden Einschnitts, mit dem er sich vom Spielkind zum Schulkind entwickeln soll. Diese Umstellung ist mit einigen Beschränkungen der bisherigen Freiheiten, mit einer Eingliederung in eine neue größere Gemeinschaft Gleichaltriger und mit der Unterordnung unter gewisse Ordnungs- und Regelvorgaben verbunden. Das neue systematische Lernen sollte als verlockend wahrgenommen und nicht erzwungen oder gar mit Strafdrohungen verbunden sein. („Warte nur, bis du in die Schule kommst. Der Lehrer wird dir schon deine Launen austreiben und zeigen, wo es lang geht!“) Dabei sind Äußerlichkeiten wie eine festliche Einkleidung, eine bunte Schultüte mit Süßigkeiten und eine attraktive Lernausrüstung hilfreiche Elemente. Wesentlicher aber sind die angstfreie Vorbereitung auf diese teilweise Lösung vom Elternhaus und eine von Wohlwollen getragene  Atmosphäre, vor allem in den ersten Stunden und Tagen der Einschulung. Wird dieser für das Kind emotional schwierige Übergang von einem freiheitsgewohnten Spielkind zu einem einem Ordnungsrahmen unterworfenen Schulkind nicht angstfrei gestaltet, sondern eventuell sogar noch mit einer Drohkulisse verbunden, kann sich das kontraproduktiv auf den Schuleintritt auswirken und bei sensiblen Kindern Unsicherheiten, Ängste und Lernstörungen auslösen. Die Psychologie spricht von einer „induzierten Schulangst“.

## Angst und Leistungsfähigkeit
Entgegen landläufigen Vorstellungen steigert die Leistungsangst oder die Angst vor Versagen nur sehr bedingt die Leistung. Bei mittlerem Angstniveau werden einfache Aufgaben besser bewältigt als bei geringer oder starker Angst – diese Verteilung nennt man „umgekehrt u-förmige-Verteilung“ (siehe Yerkes-Dodson-Gesetz). Je anspruchsvoller die Aufgabe ist, desto mehr schränkt auch leichtere Angst die Leistungsfähigkeit ein. Neben der Aufgeregtheit scheinen insbesondere auch versagensbezogene Gedanken und Besorgtheit eine Rolle zu spielen (Schwarzer, 2000, S. 88 ff.). Diese beeinträchtigen die Leistung deutlich stärker als die Aufgeregtheit und sie wirken sich bei Mädchen ungünstiger aus als bei Jungen.
Eine Erklärung ist, dass jede höhere Erregung Umsicht und Entscheidungsfähigkeit einschränkt. So können Leistungsdruck und hohe Ambitionen das Gegenteil der Absicht, nämlich Schulversagen, erzeugen. Durch die Angst nehmen aufgabenbezogene Gedanken ab. Stattdessen kreisen diese um das eigene, potentielle Versagen, wodurch weniger Kapazität für das Lösen der Aufgaben bleibt. Der Versuch, mittels Drohungen oder Druck das Verhalten des Schülers zu kontrollieren, steht zudem noch in der Gefahr, als äußere (extrinsische) Motivation die intrinsische Leistungsmotivation sowie das Gefühl von Selbstkontrolle und Eigenverantwortlichkeit zu unterminieren.

## Diagnostik
Die Schulangst wird hauptsächlich durch Fragebögen diagnostiziert. Andere Methoden (zum Beispiel Beobachtung) haben sich nicht als so brauchbar erwiesen. Das liegt unter anderem daran, dass (Schul-)Angst ein internes, innerhalb der Person liegendes Phänomen ist. Frühe Angstfragebogen haben Schulangst eindimensional, also als ein einheitliches Phänomen verstanden. Der „Angstfragebogen für Schüler“ (AFS) unterscheidet bereits „manifeste Angst“ und „Prüfungsangst“. Heute werden mehrdimensionale Sichtweisen bevorzugt. Ein Beispiel für einen mehrdimensionalen Fragebogen stellt das „Differentielle Leistungsangst Inventar“ dar, das mit zwölf Skalen vier verschiedene Bereiche diagnostiziert: Angstauslösende Bedingungen, Manifestationsformen, Copingstrategien und Stabilisierungsformen.
- Exploration
- 'Schulangsttest' (SAT) von Erich Husslein[8]
- 'Angstfragebogen für Schüler' (AFS) von Wilhelm Wieczerkowski et al.
- 'Differentielles Leistungsangst Inventar' (DAI) von Detlef H. Rost & Franz J. Schermer